# Eublemma melanodonta
Eublemma melanodonta là một loài bướm đêm trong họ Erebidae.